# The Legend of the Legendary Heroes
The Legend of the Legendary Heroes (яп. 伝説の勇者の伝説 Дэнсэцу но Ю:ся но Дэнсэцу, рус. «Легенда о Легендарных Героях») — серия лайт-новел Такаи Кагами с иллюстрациями Саори Тойоты, публиковавшаяся в журнале Dragon Magazine с 25 февраля 2002 по 25 октября 2006 года и в общей сложности включившая 11 томов.
Сиквел, The Great Legend of the Legendary Heroes (яп. 大伝説の勇者の伝説 Даи Дэнсэцу но Ю:ся но Дэнсэцу, рус. «Великая Легенда о Легендарных Героях»), начал выходить 25 октября 2007 года и на данный момент насчитывает 15 томов.
Также серия включает два спин-оффа:
- The Legend of Legendary Heroes Anyway (яп. とりあえず伝説の勇者の伝説 Ториаэзу Дэнсэцу но Ю:ся но Дэнсэцу, рус. «Легенда о Легендарных Героях: Предыстории») — 11-томная коллекция коротких историй, выпускавшаяся с 20 декабря 2002 по 20 июня 2007 года
- The Legend of the Black Fallen Hero (яп. 堕ちた黒い勇者の伝説 Отита Курои Ю:ся но Дэнсэцу, рус. «Легенда о Павшем Тёмном Герое»), выпускавшаяся с 25 декабря 2007 по 20 августа 2013 года и насчитывающая 8 томов.

Кроме того, вышли drama CD, манга-адаптации и игра для PSP «Legendary Saga». Трансляция 24-серийного аниме производства студии «Zexcs», также лицензированного в Северной Америке компанией Funimation Entertainment, началась 1 июля и закончилась 16 декабря 2010 года.

## Сюжет
В конце X-го века существовал необъятный континент Менолис, включающий в себя десятки королевств, империй и республик, ключевая из которых — империя Роланд. Легенды рассказывают о тех временах, когда Менолис разрывали на части войны демонов, когда великие герои, овладев могущественной магией, сражались за власть с древними Богинями. Одним из таких героев был знаменитый Павший Тёмный Герой по имени Аслуд Роланд, которому удалось отбить Богинь и основать империю своего имени. Роланд — небольшая южная страна. Долгое время она страдала под гнётом короля-тирана, который всё время воевал со своими соседями. Люди гибли, казна была пуста, а дворяне из числа королевской свиты издевались над простым народом. Так продолжалось до тех пор, пока королевский бастард Сион Астал, очень умный и хитрый юноша, не задумал свергнуть своего отца. Мать Сиона испытала все тяготы жизни королевской наложницы и рано скончалась; самого Сиона в детстве затравили отпрыски дворян. Мальчик закусил удила и поклялся отомстить обидчикам, а заодно и королю, в годы правления которого народ подвергся многим испытаниям.
Став постарше, Сион поступил в военную академию Роланда и принялся набирать сторонников. Вокруг него сформировался тайный революционный кружок. Но однажды Сион обратил внимание на двух необычных студентов: Кифар Ноллес и Райнера Люта. В отличие от прилежной Ноллес, парень учился спустя рукава, просыпал все уроки и не умел сражаться. Но Сион быстро выяснил секрет Райнера и понял, что он-то ему и нужен. Райнер — носитель так называемой Альфа Стигмы, одного из пяти видов «проклятых глаз». Его способность позволяет ему мгновенно расшифровать и запомнить любую магию. Райнер скрывал своё проклятие от других студентов, поскольку всем известно: придя в неистовство, носитель теряет разум и уничтожает всех вокруг без разбору. Он не может остановиться и не различает друзей и врагов. Так, Райнер Лют сторонился всяческих потрясений, чтобы невольно не навлечь на себя безумие. Но Сион пригрозил ему, что его тайну узнают все, если Райнер не будет с ним на одной стороне. Кифар Ноллес, втайне любившая Райнера (не подозревая о его Альфа Стигме), также попала под влияние Астала.
Тем временем законный сын короля-тирана, принц Роланда, пытался устранить Сиона. Он не раз нанимал убийц, но всегда Сиону удавалось спастись. Однажды ему помогла юная мечница, дочь знаменитого Дома Эрис по имени леди Феррис. Девушка познакомила Сиона Астала со своим братом Люсилем, главой клана мечников. Сион понял, что заручиться поддержкой Дома Эрис просто необходимо, чтобы с их помощью устроить переворот. Ему предстояло ещё одно испытание: принц и придворная знать спровоцировали соседнее королевство Эстабул начать вторжение в Роланд. Учеников Специальной академии в первые же дни отправили на войну. Сион Астал быстро обрёл популярность, вознёсся на самый верх военной карьеры, чтобы в конце концов начать революцию и победить. И всё же победа над эстабульцами принадлежала не ему. В том сражении погиб весь состав военной академии, и выжили только трое: Сион, Кифар и Райнер. Последний убил пятьдесят магов-рыцарей, не совладав с мощью своей Альфа Стигмы. Райнер уцелел и сумел остановиться, прежде чем убить Сиона и Кифар. Чтобы никто не узнал правды об этом сражении, роландские войска заперли Люта в тюрьму.
В заключении он только и делал, что спал и ел, а когда становилось уж очень скучно — писал научный труд под названием «Как создать Королевство Послеобеденного Сна». Он перерыл гору литературы, сказаний, преданий и написал о так называемых Реликвиях героев — магических артефактах, с помощью которых древние герои одержали победу над чудищами Менолиса. Спустя два года законченный доклад попал в руки Его Величеству Сиону Асталу, который как раз терзался теми же вопросами о войне и мире. Дело в том, что северная империя Гастарк представляла угрозу всему Менолису в целом и Роланду в частности. Гастарк захватывал королевство за королевством и угрожал развязать Мировую войну. Но стоило Сиону прочесть доклад Райнера, как он мигом нашёл выход из положения. Райнера Люта немедленно вытащили из тюрьмы и привели в королевский дворец, где Сион приказал ему отправляться искать геройские артефакты. Сион дал ему в напарницы свою телохранительницу Феррис Эрис. Так, в преддверии новой войны маг и мечница отправились по следам древних легенд на поиски Реликвий героев.

## Персонажи

### Основные
- Райнер Лют (яп. ライナ・リュート Райна Рю:то)

Сэйю — Дзюн Фукуяма
Главный герой с тёмно-каштановыми растрёпанными волосами и карими глазами. Самые запоминающиеся черты его характера — это лень и нежелание напрягаться. Лучшим времяпрепровождением считает сон, во многом за это спасибо его учителю по имени Жерме, которая не щадила юного мага и гоняла его в хвост и в гриву. С тех пор Райнер при наличии свободных минут постоянно дремал, хотя со временем это превратилось из необходимости в привычку.
Райнер — от рождения очень талантливый маг даже без учёта его главного оружия, а по совместительству проклятия, — Альфа Стигмы. Альфа Стигма из всех пяти типов «проклятых глаз» является самым сильнейшим, позволяющим очень быстро анализировать любую магию, запоминать её на всю жизнь и тут же использовать. Владельца Альфа Стигмы можно узнать по символическим пентаграммам в глазах. Благодаря ей Лют, путешествуя по миру, распознал и выучил множество чужеродной магии, поэтому считается сильнейшим магом Империи Роланд — так его назвали после того, как он в тринадцать лет победил мага, носившего этот титул. Лют единственный, кто не лишился психического здоровья после потери контроля над Альфа Стигмой. Владельцев Альфа Стигмы часто избегают, называя их «чудовищами», поэтому Райнер по возможности старался сторониться людей. Не считали его монстром лишь Сион, Феррис и Кифар, за что он был им очень благодарен. В жизни Райнером часто увлекались девушки, но любить кого-то он себе не позволял, потому что его первая любовь пожертвовала собой, чтобы спасти его. Отвергнув Кифар и Милк, он, тем не менее, наконец-то нашёл свою любовь в лице Феррис, к которой испытывает бесконечно сильное чувство и с которой создал прочную связь.
Райнера считают сиротой (хотя на самом деле это не так). Из-за контракта с демоном по имени «Одинокий» он позабыл и своё настоящее имя — Фелнер Лютолу — и своих родителей. Так что детство он провёл в приюте, а вернее — в специальном отряде Роланда под номером 307. Прикрываясь заботой о сиротах, создатели приюта проводили на воспитанниках военные и медицинские эксперименты. В этом же приюте была и Милк до того, как её продали дворянству. Перед этим она взяла с Райнера обещание жениться на ней (о чём он благополучно забыл). Затем отряд расформировали, и Райнер поступил в военно-магическую академию Роланда. Уже к тому времени он прославился под прозвищем «Темноволосый Дьявол», поэтому скрыл ото всех обладание Альфа Стигмой. Его запомнили как апатичного и неуспевающего ученика. В конце концов, Сион Астал, учащийся этой же Академии, догадался о том, кто такой Райнер Лют, и использовал это, чтобы шантажировать Райнера и заставить его примкнуть к его отряду. Вскоре состав Академии послали на войну. Выжили лишь Райнер, Сион и Кифар. Опасаясь за жизни друзей, Райнер потерял контроль над Альфа Стигмой и перебил весь вражеский отряд. Этот поступок приписали Сиону, объявив его героем, Райнер же сел в тюрьму вместо Кифар, шпионившей для врагов, и провёл в заключении два года. Всё это время он писал доклад на тему: «Как создать королевство послеобеденного сна». Основной концепцией доклада была идея о государстве без войн. Этого можно было добиться с помощью артефактов Легендарных Героев. Сион, к тому времени уже король, прослышал о докладе и, выпустив Райнера из тюрьмы, приказал в срочном порядке отправляться на поиск артефактов, а в напарницы ему дал Феррис.
Райнер является половиной реинкарнации легендарного властителя демонов по имени «Одинокий». Отца Райнера (вернее, Фелнера) зовут Люрал, а его мать — Ируна.
- Феррис Эрис (яп. フェリス・エリス Фэрису Эрису)

Сэйю — Аяхи Такагаки
Длинноволосая блондинка невероятной красоты с голубыми глазами. Феррис считает, что её красота стоит целого мира; она самодовольна, умна и очень язвительна. Несмотря на признание в том, что Райнер мог бы с лёгкостью её победить, она не устаёт его воспитывать — чаще всего орудием воспитания выбирает меч, приставленный к горлу Люта. По непонятной причине считает Райнера злостным извращенцем, постоянно подкалывает его и наотрез отказывается менять свою точку зрения. Сходит с ума по данго, готова есть их килограммами.
Девушка происходит из семьи Эрис, старинной благородной семьи мечников, служивших поколениям королей. В этой семье практиковался инцест для сохранения чистоты крови. Феррис должна была выйти замуж за своего брата Люсиля, но выяснилось, что ни она, ни её младшая сестра Ирис для продолжения рода не годятся. Девочки могли бы быть умерщвлены своими родителями в возрасте 14 лет, но тех убил сам Люсиль, чтобы защитить сестёр. Люсиль любит Феррис (не братской любовью), но, тем не менее, грозит убить, если она не выполнит его приказ. Приказом было охранять Сиона Астала, что Феррис и выполняет в меру сил. Она невероятно искусна в битвах на мечах, нечеловечески быстра, ловка, и её движения необычны. Через несколько лет Сион знакомит её с Райнером и отправляет их на поиски артефактов — девушка была при Люте телохранительницей. Сион, надеявшийся, что с Райнером Феррис станет более эмоциональна, не прогадал: мечница начинает испытывать чувства к владельцу Альфа Стигмы, сначала примиряясь с ним, а затем помогая в бою. В итоге она влюбляется в Райнера. В одной схватке Лют пострадал так, что девушка подумала, что он мёртв. Разрыдавшись, она бросилась на его врага, мечтая лишь о мести и не заботясь о себе, что до встречи с Райнером было ей несвойственно.
Меч Феррис необычный: он называется «Пожирателем Богов» и способен уничтожить демона в Райнере, но при этом Феррис должна будет погибнуть. Феррис дала обещание Люралу, отцу Райнера, что в критической ситуации применит этот меч.

### Королевство Роланд
- Сион Астал (яп. シオン・アスタール Сион Асута:ру)

Сэйю — Дайсукэ Оно
Сын предыдущего короля и простолюдинки, Сион сейчас является королём Роланда. Он очень хорош собой, имеет длинные, заплетённые в косу серебряные волосы и золотые глаза. Из-за низкого происхождения его возненавидели сводные братья, всячески издеваясь над ним. Сиона избивали в детстве, также убили его любимую собаку и его мать. Поступив в Академию, он стал там кем-то вроде признанного лидера, его мнение всегда слушали. Он познакомился с Кифой и Райнером; последнему же пообещал, что создаст королевство, о котором Лют не мог и мечтать. Братья всё ещё предпринимали попытки убить его, но на защиту Сиона встала семья Эрис. По приказу Люсиля Феррис защищала Сиона и была его осведомительницей. После того, как Райнер уничтожил отряд армии Эстабула, Сион был признан героем войны — грубо говоря, расправу над врагом приписали ему. Затем вместе с Клау и Калне он совершил переворот, сверг отца и сам стал править страной под титулом «Король-Герой».
Сион любим своими слугами и народом. Он питает ненависть к дворянству, но до поры до времени улыбается дворянам, стараясь обойти все их ловушки. Он не смог простить им убийство своего помощника, Фиоле. Сион — тактический гений и часто рискует. Рисковал он и когда взял на службу Мирана Фроаде. Втайне он проводит бесчеловечные медицинские эксперименты над носителями Альфа Стигмы, чтобы сделать из них своего рода оружие. Несмотря на то, что Райнер мог бы стать его лучшим другом, Астал понимает, что когда-нибудь Люта придётся убрать, дабы защитить королевство.
Сион заключил контракт с демоном по имени «Сумасшедший», врагом «Богини», и этот демон сейчас методично пожирает его изнутри. По сути, является перерождением тёмного героя, некогда поглотившего демона «Одинокий».
- Люсиль Эрис (яп. ルシル・エリス Русиру Эрису)

Сэйю — Томокадзу Сугита
Спокойный и уверенный в себе глава семьи Эрис. Обладает великолепными способностями по маскировке и недюжинной силой. Как глава семьи, годами служившей королевской семье, решил поддержать в качестве претендента на трон Сиона, однако не прекращает следить за его действиями в качестве короля, грозя в случае чего убить его. Является реинкарнацией второй половины демона «Одинокий». Так как именно эта половина была в своё время поглощена тёмным героем, то именно из-за этого он так связан с Сионом. Также именно он предложил Сиону заключить контракт с демоном «Сумасшедшим», который и является сущностью темного героя.
- Ирис Эрис (яп. イリス・エリス Ирису Эрису)

Сэйю — Томоса Мурата
Младшая сестра Феррис и Люсиля. Без ума от старшей сестры, считает её ангелом и первой красавицей, не любит Райнера, постоянно называя его «диким зверем».
- Милк Каллауд (яп. ミルク・カラード Мируку Кара:до)

Сэйю — Саки Фудзита
Капитан одной из ролландских «команд охотников за нарушителями табу» (то есть за теми, кто наглядно применяет магию Роланда за его пределами, что может позволить врагу разузнать, как магия работает). С детства влюблена в Райнера, познакомившись с ним в приюте. Получив приказ от Сиона выслеживать «нарушителей» — беглых магов Роланда, наткнулась на Райнера и Феррис во время их странствия. Заметив использование магии Роланда, неоднократно пыталась задержать их как нарушителей, но безуспешно. Считает Феррис преступницей, нашедшей слабое место Райнера и нещадно эксплуатирующей его (что, в принципе, недалеко от истины), также пытается заставить Райнера перейти на её сторону и уйти от Феррис. Является реинкарнацией «Богини Реинкарнации», которая влюблена в Аслуда Роланда.
- Клаус Клом (яп. クラウ・クロム Курау Курому)

Сэйю — Ацуси Имаруока
Рыжеволосый молодой человек. Фельдмаршал армии Роланда и правая рука Сиона. Помог ему свергнуть прежнего короля Роланда. Является обладателем «Запретного проклятия», которое получил в ходе экспериментов Сиона.
- Калне Кайвел (яп. カルネ・カイウェル Карунэ Кайуэру)

Сэйю — Миюки Савасиро
Вырос в том же приюте, что и Клау, обращается к нему не иначе, как «семпай». Левая рука Сиона.
- Миран Фроаде (яп. ミラン・フロワード Миран Фурова:до)

Сэйю — Дзюнъити Сувабэ
Таинственный приёмный ребенок из семьи Фроаде. Темноволосый и темноглазый. У него есть кольцо, управляющее тенями. Когда старая аристократия начала действовать с целью сместить или даже убить Сиона, пришёл к нему сам с предложением возглавить теневую часть правления и уничтожить оппозицию (даже своего приёмного отца).
- Ноа Эн (яп. ノア・エン)

Сэйю — Микако Такахаси Mikako Takahashi (яп. 高橋美佳子 Takahashi Mikako)
Бывшая принцесса Эстабула, единственная дочь короля Руэ Эна.
- Рахель Миллер (яп. ラッヘル・ミラー Раххэру Мира:)

Сэйю — Ясунори Масутани
Командир команд «ловцов за нарушителями табу» и муж учителя магии Райнера.
- Люк Стоккарт (яп. ルーク・スタッカート Ру:ку Сутакка:то)

Сэйю — Сатоси Хино
Состоит в группе Милк охотников за нарушителями табу. Хороший боец и прекрасный повар. Много раз помогал Райнеру и спасал ему жизнь. Хорошо осведомлён о Героях и Богинях, именно он привел Милк к Сиону, чтобы Богиня Реинкарнации явилась перед Сионом.
- Лир Ринкал (яп. リーレ・リンクル Ри:рэ Ринкуру)

Сэйю — Нобухико Окамото
Состоит в группе Милк охотников за нарушителями табу. Его оружие — меч, а не магия.
- Фиоле Фолкал (яп. フィオル・フォークル Фиору Фо:куру)

Сэйю — Мию Ирино
Сначала, в поисках сестры, напал на Сиона, однако, поняв, что перепутал его с другим дворянином, просил прощения и помощи у короля. Сион помог ему найти сестру и даже устроил к себе на службу в качестве секретаря. Однако оппозиция Сиона не одобрила то, что он нанял простолюдина, поэтому в качестве угрозы королю его убили.
- Эслина Фолкал (яп. エスリナ・フォークル Эсурина Фо:куру)

Сэйю — Аяна Такэтацу
Сестра Фиоле.

### Королевство Гастарк
- Рифал Эдиа (яп. レファル・エディア Рэфару Эдиа)

Он является правителем империи Гастарк и её сильнейшим воином. Как и Райнер с Сионом, мечтает о королевстве без войн и бед, но понимает это как объединение под своей властью всех королевств. Владеет специальным демоническим клинком, очень длинным. Причём для использования его в полную силу Рафалу каждый раз приходится заключать с мечом контракт, отдавая что-то взамен. На момент знакомства с Кифар уже пожертвовал обонянием, одной из ног и левым глазом.
Сэйю — Кадзуя Накаи
- Ригвальц Пентест (яп. リーグルワーズ・ペンテスト Ри:гурува:дзу Пэнтэсуто)

Командующий батальона магов-рыцарей Гастарка
- Лир Орла (яп. リル・オルラ Риру Орура)

Старший брат Суи и Куу. Владеет талисманом «Управляющий осколок», аналогичным талисману Мирана. С его помощью вызывает Грозовых тварей, состоящих из огня и грома.
- Суи Орла (яп. スイ・オルラ Суи Орура)

Сэйю — Такума Тэрасима
26-летний молодой человек с розовыми волосами. Как сказала Куу, «ему уже 26, а в карманах до сих пор пусто!». Его основной артефакт — чешуйчатый кинжал Дракона. Очень заинтересован в кристаллизации (т.е. превращении в талисман «Управляющий осколок») Альфа Стигмы. Сначала потерял правую руку из-за пробуждения Альфа Стигмы Райнера Люта, а затем и левую — из-за теней Мирана. Вместе с руками потерял и кинжал.
- Ку Орла (яп. クゥ・オルラ Ку: Орура)

Сэйю — Мария Исэ
Младшая в семействе Орла, четырнадцатилетняя девочка. Основной артефакт — ледяная коса. Для своего возраста чересчур серьёзна, постоянно упрекает брата в том, что его невозможно оставить одного.

### Антироландская Коалиция
- Войс Фьюрел (яп. ヴォイス・フューレル Войсу Фю:рэру)
- Рейлюка Реднер (яп. レイルカ・レデーナ Рэйрука Рэдэ:на)
- Хермит Вольф (яп. ハーミット・ヴォルフ Ха:митто Воруфу)

### Другие
- Кифар Ноллес (яп. キファ・ノールズ Кифа Но:рудзу)

Сэйю — Фуюка Ора
Обучалась в Академии Роланда вместе с Райнером и Сионом. Имеет красные коротко стриженные волосы и тёмно-красные глаза.
У Кифар было две сестры, старшая Найя и младшая Лемиль. Старшая попалась патрулю Роланда на шпионаже и была убита. Кифар отправили на перевоспитание в Академию, младшая осталась в руках дворян как гарантия того, что Кифар не предаст. Дворяне заставили Кифар шпионить за Сионом, который был их целью.
Кифар была популярна по всей Академии, но влюбилась в Райнера. Смерть Райнера, как она говорила, единственное, чего она боится больше всего. Когда курсантов послали на войну, она призналась Райнеру в любви и упрашивала его сбежать вместе с ней. Однако тот попытался свести всё к шутке, и Кифар, воспользовавшись магией Эстабула и подав сигнал о местонахождении отряда Академии, попыталась скрыться. Пришедшие на призыв 50 магов-рыцарей Эстабула, получив сигнал, перебили всех учеников, напоследок захватив Сиона, Кифар и Райнера. Глумясь над ними, рыцари вызвали пробуждение Альфа Стигмы, и Райнер потерял над ней контроль, уничтожив врагов и едва не погубив друзей.
Кифар попала в тюрьму, а потом узнала от Райнера, что её младшую сестру убили. Она догадывалась об этом и раньше, но не хотела верить. Лют заключил сделку с военными, по которой он садится в тюрьму вместо Ноллес. Попросив Сиона присмотреть за Райнером, Кифар Ноллес исчезает из страны и отправляется повидать мир. После того как она попала в плен к Гастарку, король Рифал Эдиа рассказал ей легенду о Тёмном Герое и Одиноком Демоне, после чего она отправилась в Роланд по приказу Рифала, её задача — следить за Райнером, чтобы его не поглотил Тёмный герой.
- Тиа Румибул (яп. )

Сэйю — Такахиро Сакураи
- Тоале Нельфийский (яп. トアレ・ネルフィ Тоарэ Нэруфи)

Командующий армией Нельфы против Роланда.
Сэйю — Юта Судзуки
- Люрал Лютолу (яп. リューラ・リュートルー Рю:ра Рю:тору:)

Отец Райнера, заключил контракт, чтобы Райнер стал реинкарнацией второй половины демона Одинокого. Люрал не хотел, чтобы Райнер умер из-за альфа стигмы (когда у владельца пробуждается альфа стигма, то он сходит с ума и умирает), поэтому заключил контракт.
Сэйю — Рикия Кояма
- Ируна Лютолу (яп. イルナ・リュートルー Ируна Рю:тору:)

Мать Райнера.

## Медиа

### Лайт-новел

#### The Legend of the Legendary Heroes
| №  | Дата публикации      | ISBN                   |
| -- | -------------------- | ---------------------- |
| 01 | 20 февраля 2002 года | ISBN 978-4-8291-1410-0 |
| 02 | 20 июня 2002 года    | ISBN 978-4-8291-1439-1 |
| 03 | 20 мая 2003 года     | ISBN 978-4-8291-1518-3 |
| 04 | 18 октября 2003 года | ISBN 978-4-8291-1564-0 |
| 05 | 20 апреля 2004 года  | ISBN 978-4-8291-1606-7 |
| 06 | 20 августа 2004 года | ISBN 978-4-8291-1640-1 |
| 07 | 20 октября 2004 года | ISBN 978-4-8291-1661-6 |
| 08 | 20 июня 2005 года    | ISBN 978-4-8291-1729-3 |
| 09 | 20 октября 2005 года | ISBN 978-4-8291-1768-2 |
| 10 | 20 апреля 2006 года  | ISBN 978-4-8291-1817-7 |
| 11 | 20 октября 2006 года | ISBN 978-4-8291-1870-2 |

#### The Great Legend of the Legendary Heroes
| №  | Дата публикации       | ISBN                   |
| -- | --------------------- | ---------------------- |
| 01 | 20 октября 2007 года  | ISBN 978-4-8291-1966-2 |
| 02 | 20 ноября 2007 года   | ISBN 978-4-8291-1981-5 |
| 03 | 20 мая 2008 года      | ISBN 978-4-8291-3292-0 |
| 04 | 20 сентября 2008 года | ISBN 978-4-8291-3327-9 |
| 05 | 20 февраля 2009 года  | ISBN 978-4-8291-3376-7 |
| 06 | 20 августа 2009 года  | ISBN 978-4-8291-3429-0 |
| 07 | 20 января 2010 года   | ISBN 978-4-8291-3479-5 |
| 08 | 19 июня 2010 года     | ISBN 978-4-8291-3530-3 |

#### The Legend of Legendary Heroes Anyway
| №  | Дата публикации      | ISBN                   |
| -- | -------------------- | ---------------------- |
| 01 | 20 декабря 2002 года | ISBN 978-4-8291-1483-4 |
| 02 | 20 июня 2003 года    | ISBN 978-4-8291-1530-5 |
| 03 | 20 декабря 2003 года | ISBN 978-4-8291-1576-3 |
| 04 | 19 июня 2004 года    | ISBN 978-4-8291-1625-8 |
| 05 | 18 декабря 2004 года | ISBN 978-4-8291-1676-0 |
| 06 | 20 августа 2005 года | ISBN 978-4-8291-1746-0 |
| 07 | 18 марта 2006 года   | ISBN 978-4-8291-1809-2 |
| 08 | 19 августа 2006 года | ISBN 978-4-8291-1854-2 |
| 09 | 20 января 2007 года  | ISBN 978-4-8291-1890-0 |
| 10 | 20 марта 2007 года   | ISBN 978-4-8291-1913-6 |
| 11 | 20 июня 2007 года    | ISBN 978-4-8291-1939-6 |

#### Legend of the Black Fallen Hero
| №  | Дата публикации      | ISBN                   |
| -- | -------------------- | ---------------------- |
| 01 | 20 декабря 2007 года | ISBN 978-4-8291-1989-1 |
| 02 | 19 марта 2008 года   | ISBN 978-4-8291-3271-5 |
| 03 | 20 декабря 2008 года | ISBN 978-4-8291-3360-6 |
| 04 | 20 апреля 2009 года  | ISBN 978-4-8291-3393-4 |
| 05 | 20 октября 2009 года | ISBN 978-4-8291-3452-8 |

### Манга
| №  | Дата публикации    | ISBN                   |
| -- | ------------------ | ---------------------- |
| 01 | 9 марта 2009 года  | ISBN 978-4-04-712594-0 |
| 02 | 9 июля 2009 года   | ISBN 978-4-04-712616-9 |
| 03 | 9 ноября 2009 года | ISBN 978-4-04-712636-7 |
| 04 | 9 июля 2010 года   | ISBN 978-4-04-712675-6 |

### Аниме-сериал
| Зрительский рейтинг      | Зрительский рейтинг      | Зрительский рейтинг      |
| (на 11 ноября 2010 года) | (на 11 ноября 2010 года) | (на 11 ноября 2010 года) |
| ------------------------ | ------------------------ | ------------------------ |
| Сайт                     | Оценка                   | Голосов                  |
| Anime News Network       | · ссылка                 | 307                      |
| AniDB                    | · ссылка                 | 280                      |

Сериал в Северной Америке лицензирован компанией Funimation Entertainment и выпускается на той же неделе, что и в Японии.
Открывающие композиции аниме:
- «LAMENT ~Yagate Yorokobi wo~» (яп. LAMENT～やがて喜びを～) (исполнила Айра Юки)
- «Last Inferno» (Ceui).

Закрывающие композиции аниме:
- «Truth Of My Destiny» (Ceui).
- «Hikari no Firmento» (яп. 光のフィルメント) (Аяхи Такагаки)

| № серии | Заглавие                                                                                                | Трансляция            |
| ------- | --- | --------------------- |
| 1       | Замысел о королевстве послеобеденного сна «Хирунэ О:коку но Ябо:» (昼寝王国の野望)                      | 1 июля 2010 года      |
| 2       | Герой и соня «Эйю: то Нэбокэ Отоко» (英雄と寝ぼけ男)                                                    | 8 июля 2010 года      |
| 3       | Альфа Стигма «Аруфа Сутигума» (アルファ・スティグマ)                                                    | 15 июля 2010 года     |
| 4       | Доклад Райнера «Райна Рэпо:то» (ライナ・レポート)                                                       | 22 июля 2010 года     |
| 5       | Пробуждающийся мир «Мэдзамэ Хадзимэта Сэкай» (目覚め始めた世界)                                         | 29 июля 2010 года     |
| 6       | Таящийся во Тьме «Курагари ни Хисому Моно» (暗がりに潜む者)                                             | 5 августа 2010 года   |
| 7       | Не отпускай эту руку «Соно Тэ о Ханасанай» (その手を離さない)                                           | 12 августа 2010 года  |
| 8       | Эстабульский мятеж «Эстабу:ру Ханран» (エスタブール反乱)                                                | 19 августа 2010 года  |
| 9       | Управляющий фрагмент — осколок забытья «Бо:кяку Какэра (Ру:ру Фурагумэ)» (忘却欠片（ルール・フラグメ）) | 26 августа 2010 года  |
| 10      | Сумерки «Ю:гурэ» (夕暮れ)                                                                               | 2 сентября 2010 года  |
| 11      | Дитя демона «Акума но Ко» (悪魔の子)                                                                    | 9 сентября 2010 года  |
| 12      | Банкет Великой Чистки «О:со:дзи но Утагэ» (大掃除の宴)                                                  | 16 сентября 2010 года |
| 13      | Северный Король-Герой «Кита но Ю:ся О:» (北の勇者王)                                                    | 23 сентября 2010 года |
| 14      | Мир, где мы не потеряем никого и ничего «Дарэ мо, Нани мо Усинаванай Сэкай» (誰も、なにも失わない世界)  | 30 сентября 2010 года |
| 15      | Kill the King (Убить короля) «Киру Дза Кингу» (きる・ざ・きんぐ)                                        | 7 октября 2010 года   |
| 15.5    | Отчёт Ирис «Ирису Рэпо:то» (いりす・れぽ～と)                                                           | 14 октября 2010 года  |
| 16      | Богиня без улыбки «Хохоэманай Мэгами» (微笑まない女神)                                                  | 21 октября 2010 года  |
| 17      | Ино Дуэ — Глаза Истребления «Сэммэцумэ (И:но Ду:э)» (殲滅眼（イーノ・ドゥーエ）)                        | 28 октября 2010 года  |
| 18      | Проклятые глаза «Нороварэта Хитоми» (呪われた瞳)                                                        | 4 ноября 2010 года    |
| 19      | Неблагодарный, пропавший без вести «Юкуэ Сирэдзу но Он Сирадзу» (行方知れずの恩知らず)                  | 11 ноября 2010 года   |
| 20      | Сердце, ещё не погружённое в отчаянье «Дзэцубо: ни Умэ-Цукусарэнай Кокоро» (絶望に埋め尽くされない心)   | 18 ноября 2010 года   |
| 21      | Тьма Роланда «Ро:рандо но Ями» (ローランドの闇)                                                         | 25 ноября 2010 года   |
| 22      | Зверь по имени Альфа «Альфа то ю: На но Кэмоно» (αという名の獣)                                         | 2 декабря 2010 года   |
| 23      | Последний День «Сайго но Хи» (最後の日)                                                                 | 9 декабря 2010 года   |
| 24      | Обещание из далёких дней «То:й Хи но Якусоку» (遠い日の約束)                                            | 16 декабря 2010 года  |